# Кинокава
Кинокава (яп. 紀の川市 Кинокава-си) — город в Японии, находящийся в префектуре Вакаяма. Площадь города составляет 228,24 км², население — 63 726 человек (1 августа 2014), плотность населения — 279,21 чел./км².

## Географическое положение
Город расположен на острове Хонсю в префектуре Вакаяма региона Кинки. С ним граничат города Вакаяма, Кайнан, Иваде, Сеннан, Идзумисано, Кайдзука, Кисивада и посёлки Кацураги, Кимино.

## Население
Население города составляет 63 726 человек (1 августа 2014), а плотность — 279,21 чел./км². Изменение численности населения с 1980 по 2005 годы:
| 1980 | 62 218 чел. |  |
| 1985 | 64 431 чел. |  |
| 1990 | 65 126 чел. |  |
| 1995 | 68 802 чел. |  |
| 2000 | 70 067 чел. |  |
| 2005 | 67 862 чел. |  |

## Символика
Деревом города считается Osmanthus fragrans, цветком — цветок персика, птицей — Cettia diphone.